# Burchard Beckmann
Burchard Beckmann, auch Borchart Bekeman oder Borchard Bekmann (* vor 1486 in Stralsund; † Juli 1545) war ein deutscher Politiker und Bürgermeister von Greifswald.

## Leben
Der aus Stralsund stammende Burchard Beckmann wurde 1486 an der Universität Greifswald immatrikuliert. Er wurde  1490 zum bacc. art. und 1492 zum Magister promoviert. 1495 wurde er Mitglied der Artistenfakultät und bis 1505 wiederholt deren Dekan. Er wurde Domherr des Kollegiatstiftes von St. Nikolai und in den Jahren 1497, 1500 und 1502 zum Rektor der Hochschule gewählt. 
1505 widmete er sich der Rechtswissenschaft und wurde zum bacc. jur. u. promoviert. 1506 wurde er Mitglied des Stadtrates. Wegen seiner Verdienste wurde er 1508 zum Bürgermeister gewählt. Während seiner Amtszeit wurde der katholisch geprägte Stadtrat von den Altermännern der Bürgerschaft gezwungen, den evangelischen Prediger Johannes Knipstro auf Kosten der Stadt von Stralsund nach Greifswald kommen zu lassen.
Burchard Beckmann war mit Anna Lotze verheiratet, einer Tochter des Ratsherrn Heinrich Lotze (1476–1509). Ihre Tochter Elisabeth heiratete den Ratsherrn Martin Völschow († 1590).